# لورنز لارکین
لورنز لارکین (انگلیسی: Lorenz Larkin؛ زادهٔ ۳ سپتامبر ۱۹۸۶) ورزشکار هنرهای رزمی ترکیبی اهل ایالات متحده آمریکا است.